# Bristol M.1
Bristol M.1 Monoplane Scout là một loại máy bay tiêm kích của Anh trong Chiến tranh thế giới I.

## Biến thể
M.1A
M.1B
M.1C
M.1D

## Quốc gia sử dụng
Chile
 Anh Quốc

## Tính năng kỹ chiến thuật (M.1C)
Dữ liệu lấy từ Encyclopedia of Military Aircraft
Đặc điểm tổng quát
- Tổ lái: 1
- Chiều dài: 20 ft 5 in (6,24 m)
- Sải cánh: 30 ft 9 in (9,37 m)
- Chiều cao: 7 ft 9 in (2,37 m)
- Diện tích cánh: 145 ft² [2] (13,6 m²)
- Trọng lượng rỗng: 900 lb [2] (409 kg)
- Trọng lượng có tải: 1.348 lb (611 kg)
- Động cơ: 1 × Le Rhône 9J, 110 hp (82 kW)

 Hiệu suất bay 
- Vận tốc cực đại: 113 knot (130 mph, 209 km/h) trên mực nước biển
- Thời gian bay: 1 h 45 phút
- Trần bay: 20.000 ft (6.096 m)

Trang bị vũ khí

- Súng: 1 × Súng máy Vickers .303 in (7,7 mm)